# Central Kootenay
Central Kootenay – dystrykt regionalny w kanadyjskiej prowincji Kolumbia Brytyjska. Siedziba władz znajduje się w Nelson.
Central Kootenay ma 58 441 mieszkańców. Język angielski jest językiem ojczystym dla 87,8%, rosyjski dla 3,5%, niemiecki dla 2,4%, francuski dla 1,9% mieszkańców (2011).